# Canon (rapper)
Canon, pseudonimo di Aaron McCain (Chicago, 1º marzo 1989), è un rapper statunitense.

## Biografia
Canon ha esordito nell'industria discografica con l'album in studio Mad Haven, entrato al 156º posto della Billboard 200. Ha in seguito pubblicato gli album in studio Home (2018) e We Made It (2021).

## Discografia

### Album in studio
- 2013 – Mad Haven
- 2018 – Home
- 2021 – We Made It (con Poetics)

### EP
- 2012 – Loose Canon, Vol. 1
- 2014 – Loose Canon, Vol. 2
- 2016 – Loose Canon, Vol 3

### Singoli
- 2012 – Work
- 2013 – Where Is Mad Haven
- 2015 – Grateful
- 2015 – The Warm Up
- 2016 – Take It All Away
- 2016 – Eagles
- 2016 – The Family
- 2017 – Fighters
- 2017 – We Been Here (feat. Aaron Cole)
- 2017 – Round Em Up
- 2018 – Nino Brown
- 2018 – Trolls
- 2018 – It's Not a Game (con Derek Minor)
- 2018 – You Got Me (feat. Lawren & Xay Hill)
- 2018 – We Gone Make It (feat. Cass & Gerard Alain)
- 2018 – Push Thru
- 2018 – Bammm (feat. Derek Minor & Byron Juane)
- 2019 – Good to Go Pt. 2
- 2019 – Baby Powder Fresh (feat. Byron Juane)
- 2019 – Right Now (con Derek Minor)
- 2019 – Jerk Chicken Freestyle
- 2019 – Colossal (con NoBigDYL e Steven Malcolm)
- 2019 – Space Dawgs (con Kurtis Hoppie)
- 2020 – Big Dog Walking (feat. MainMain)
- 2020 – Evil
- 2020 – Walk It Out (con Poetics)
- 2020 – Brother's Keeper
- 2020 – Alright Alright (con Derek Minor feat. Byron Juane & Greg James)
- 2020 – My Rules (con Max Cameron)
- 2021 – I Made It (feat. Xay Hill)
- 2021 – Narcoleptik (con Poetics feat. KMO Shamaal)
- 2021 – Knocked Out
- 2022 – Hold Me Back (con Derek Minor)
- 2022 – Plug (con Poetics, Godemis e Chuuwee)
- 2022 – No Loss
- 2022 – Grind (con Shepherd feat. Kaleb Mitchell)
- 2022 – Let's Go (con JayAyWhy ed E.X.A.)
- 2023 – How I Move (con LukeOutThere e Crooked Tunez)
- 2023 – Home Run
- 2023 – Lay Up
- 2023 – Bend the Whip
- 2023 – Loud (con Cory Ard e Shepherd)
- 2023 – Bands (con Derek Minor)
- 2024 – Too Much (con 2'Live Bre)
- 2024 – Long Time Coming (con Derek Minor)
- 2024 – Stand by Me (con Derek Minor e Greg James feat. B. Stokes)